# Danh sách biển

Biển cận biên theo định nghĩa của Tổ chức Hàng hải Quốc tế

Bài này chứa danh sách biển – các bộ phận lớn của đại dương thế giới, bao gồm các khu vực nước, như vịnh và eo biển khác nhau.

## Từ nguyên
- Đại dương – đứng thứ tư trong 7 thực thể nước ở Đại dương thế giới, đều có tên "đại dương".  Xem chi tiết ở biên giới của các đại dương.
- Biển có một vài định nghĩa:[a]
  - Một biển ven[4] (biển cận biên) là một phân chia đại dương, bao quanh một phần bởi các đảo, quần đảo, hay bán đảo, liền kề hoặc mở rộng ra đại dương mở ở bề mặt và/hoặc giới hạn bởi các sống núi giữa đại dương trên thềm biển.[5]
  - Một bộ phận của một đại dương, được phân định theo địa mạo,[6]  dòng hải lưu (ví dụ biển Sargasso), hoặc ranh giới vĩ độ hoặc kinh độ cụ thể.  Điều này bao gồm nhưng không giới hạn ở các vùng biển ven và đây là định nghĩa được sử dụng để đưa vào danh sách này.
  - Đại dương thế giới. Ví dụ, theo công ước Liên Hợp Quốc về Luật biển tuyên bố rằng tất cả Đại dương thế giới là "biển",[7][8][9][b] và đây cũng là cách sử dụng phổ biến cho "biển".
  - Bất kỳ thực thể nước lớn nào với tên "Biển", bao gồm cả các hồ.
- Eo biển - một vùng nước hẹp nối hai vùng nước rộng hơn
- Kênh nước - thường rộng hơn eo biển
- Passage - kết nối vùng biển giữa các đảo
- Kênh đào - Kênh nhân tạo do con người thực hiện
- Vụng băng - Một vùng nước mở lớn giữa các nhóm đảo

Có một số thuật ngữ được sử dụng cho các chỗ phình ra của đại dương xuất phát từ các vết lõm của đất, có định nghĩa chồng chéo và không được định rõ một cách thống nhất:
- Vịnh – thuật ngữ chung; mặc dù hầu hết các đặc điểm với tên "Vịnh" là nhỏ, một số đặc điểm lại rất lớn
- Wikt:Gulf – một vịnh rất lớn, thường là sự phân chia cấp cao nhất của đại dương hoặc biển
- Fjord – một vịnh dài với các sườn dốc, thường được hình thành bởi một sông băng
- Bight (địa lý) – một vịnh thường nông hơn một eo biển
- Sound (địa lý) – một vịnh lớn, rộng, thường sâu hơn một bight, hoặc một eo biển
- Vịnh nhỏ – một vịnh rất nhỏ, thường được che chở bởi các vùng đất liền kề
- Polynya  – ít sử dụng nhất, miếng (mảnh) nước bao quanh bởi băng

Bất kỳ đặc điểm nào cũng có thể được coi là nhiều hơn một trong số các đặc điểm này và tất cả các thuật ngữ này được sử dụng trong địa danh học không nhất quán; đặc biệt là vịnh, gulf và bight, có thể có quy mô rất lớn hoặc rất nhỏ. Danh sách này bao gồm các vùng nước lớn bất kể thuật ngữ được sử dụng trong tên.

## Các biển cận biên (biển ven, biển biên)
Các nguồn khác nhau về các vùng biển được coi là biển cận biên cũng như vùng biển nào cho một vùng biển nhất định được coi là một phần của biên. Không có thẩm quyền cuối cùng duy nhất về vấn đề này.

### Đại Tây Dương
Ngoài các vùng biển cận biên được liệt kê trong ba phần bên dưới, bản thân Bắc Băng Dương đôi khi cũng được coi là một vùng biển cận biên của Đại Tây Dương.

#### Châu Mỹ
(bờ biển phía bắc đến phía nam)
- North Water Polynya
- Vịnh Baffin
- Eo biển Davis
- Biển Labrador
- Vịnh Hudson
  - Vịnh James
- Vịnh Saint Lawrence
- Vịnh Maine
  - Vịnh Fundy
  - Vịnh Massachusetts
  - Cape Cod Bay
- Nantucket Sound
- Vineyard Sound
- Buzzards Bay
- Vịnh Narragansett
- Rhode Island Sound
- Block Island Sound
- Fishers Island Sound
- Long Island Sound
  - Shelter Island Sound
  - Noyack Bay
  - Peconic Bay
  - Gardiners Bay
  - Tobaccolot Bay
  - Gardiners Bay
  - Three Mile Harbor
  - Long Beach Bay
  - Pipes Cove
  - Southold Bay
  - Flanders Bay
  - Napeague Bay
  - Fort Pond Bay
  - North Sea Harbor
- New York Bay
  - Vịnh Thượng New York
  - Lower New York Bay
- Jamaica Bay
- Raritan Bay
- Sandy Hook Bay
- Vịnh Delaware
- Vịnh Chesapeake
- Albemarle Sound
- Pamlico Sound
- Tam giác Bermuda - Lưu ý rằng mặc dù biển này không được công nhận bởi bất kỳ cơ quan chính thức nào, nhưng nó có ranh giới được xác định nghiêm ngặt.
- Vịnh México
  - Florida Bay
  - Vịnh Tampa
  - Charlotte Harbor (estuary)
  - Pensacola Bay
  - Mobile Bay
  - Vermilion Bay (Louisiana)
  - Vịnh Campeche
- Biển Caribe
  - Vịnh Gonâve (Haiti)
  - Vịnh Honduras
  - Golfo de los Mosquitos
  - Vịnh Venezuela
    - Hồ Maracaibo

  - Vịnh Paria
  - Gulf of Darién
- Biển Argentina

#### Châu Phi và Âu-Á

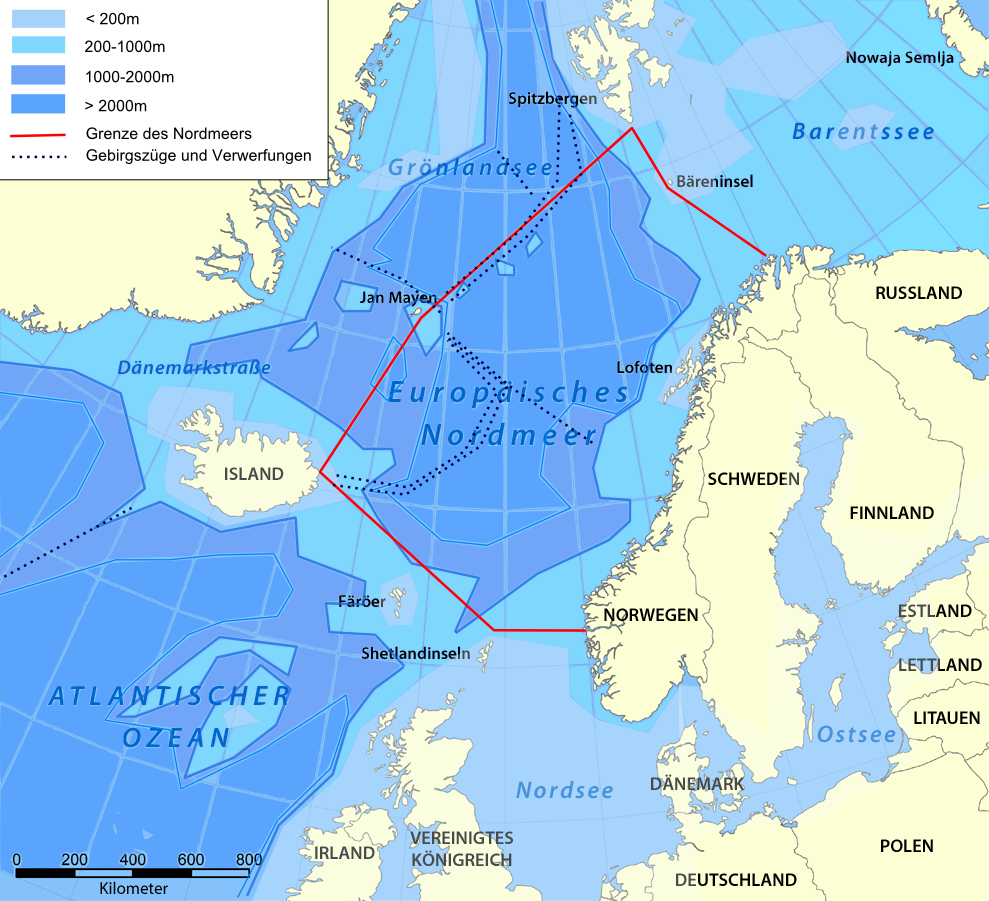
Biển Na Uy

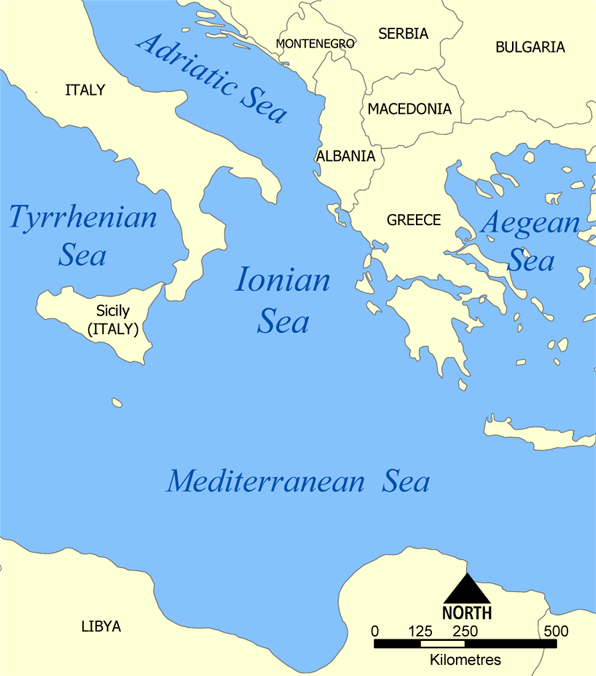
Các biển Aegean, Adriatic, Ionia, và Tyrrhenum

- Biển Na Uy
- Biển Bắc
  - Kattegat
  - Skagerrak
  - Biển Wadden
  - Dogger Bank
- Biển Baltic
  - Vịnh Bothnia
  - Kvarken
  - Biển Bothnia
  - South Kvarken
  - Sea of Åland
  - Archipelago Sea
  - Vịnh Phần Lan
    - Vyborg Bay
    - Neva Bay
    - Koporye Bay
    - Luga Bay
    - Narva Bay

  - Vịnh Riga
  - Phá Kursh
  - Phá Vistula
  - Vịnh Gdańsk
  - Vịnh Pomerania
  - Đầm Szczecin
  - Bay of Greifswald
    - Rügischer Bodden

  - Strelasund
  - Bay of Lübeck
  - Bay of Kiel
  - Kalmar Strait
  - Hanöbukten
  - Danish straits
    - Øresund
    - Fehmarn Belt
    - Eo biển Storebælt
    - Eo biển Lillebælt
- Eo biển Manche
  - Eo biển Dover
- Biển Ireland
- Biển Celtic
  - Iroise Sea
- Vịnh Biscay
  - Cantabrian Sea
- Địa Trung Hải
  - Biển Adriatic
  - Biển Aegea
    - Argolic Gulf
    - Biển Myrtoa
    - North Euboean Gulf
    - Saronic Gulf
    - Biển Crete
    - South Euboean Gulf
    - Icarian Sea
    - Thermaic Gulf
    - Biển Thrace

  - Biển Alboran
  - Biển Balear
  - Gulf of Lion
  - Vịnh Sidra
  - Biển Ionia
    - Vịnh Corinth

  - Biển Levant
    - Cilicia

  - Libyan Sea
  - Biển Ligure
    - Vịnh Genova

  - Sea of Cyprus
  - Sea of Sardinia
  - Strait of Sicily
    - Inland Sea, Gozo

  - Biển Tyrrhenum
  - Biển Marmara[15]
  - Biển Đen[15]
    - Biển Azov[15]
- Vịnh Guinea

#### Các quần đảo phía Bắc
(east to west)
- Biển Irminger

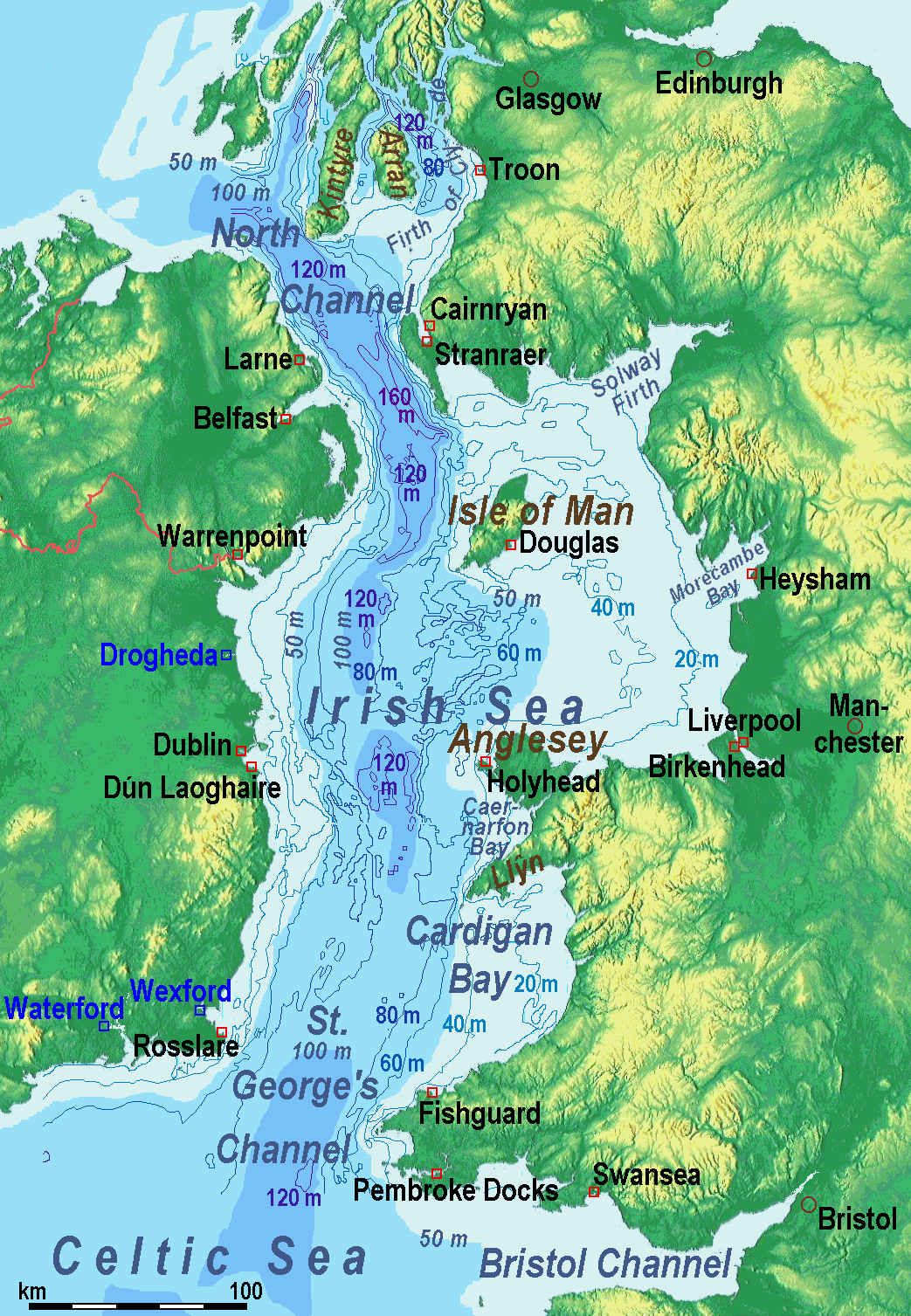
Biển Irish

- Eo biển Đan Mạch (giữa Greenland và Iceland)
- Biển Ireland (giữa Ireland và Great Britain)
- Vùng biển bên trong ngoài khơi bờ biển phía Tây Scotland (Inner Seas off the West Coast of Scotland)
  - Biển Hebrides (Great Britain)

### Bắc Băng Dương
(chiều kim đồng hồ từ 180°)
- Biển Chukotka
- Biển Đông Xibia
- Biển Laptev
- Biển Kara
- Biển Barents (liên thông với biển Kara qua eo biển Kara)
  - Biển Pechora
  - Biển Trắng
- Biển nữ hoàng Victoria
- Biển Wandel
- Biển Greenland
- Biển Lincoln (công nhận bởi IHO nhưng IMO không công nhận)
- Vịnh Baffin
- Hành lang Tây Bắc
  - Biển Prince Gustav Adolf
  - Vịnh Amundsen
- Eo biển Hudson
- Vịnh Hudson
  - Vịnh James
- Biển Beaufort

### Nam Đại Dương
- Biển Amundsen
- Eo biển Bass
- Biển Bellingshausen
- Biển cộng tác[c]
- Biển phi hành gia[c]
- Biển Davis
- Biển D'Urville
- Eo biển Drake
- Vịnh Đại Úc
- Vịnh Saint Vincent
- Eo biển điều tra viên
- Biển vua Haakon VII[c]
- Biển Lazarev[c]
- Biển Mawson[c]
- McMurdo Sound
  - Các polynya ở eo biển McMurdo
- Biển Riiser-Larsen
- Biển Ross
- Biển Scotia
- Biển Somov[c]
- Spencer Gulf
- Biển Weddell
  - Weddell Polynya/Maud Rise Polynya

### Ấn Độ Dương
- Biển Andaman

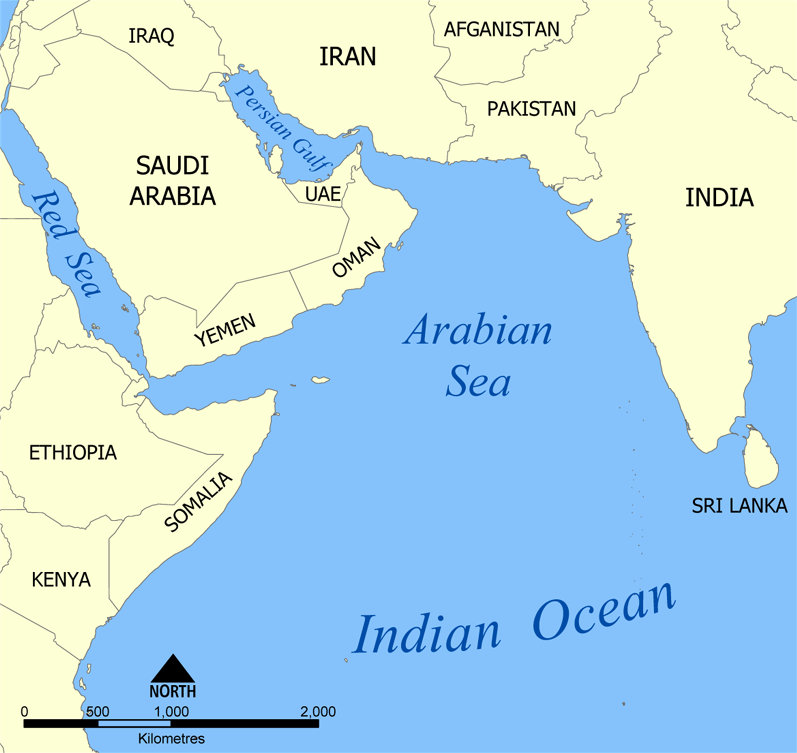
Biển Ả Rập như một vùng biển ven (cận biên) của Ấn Độ Dương.

  - Vịnh Martaban – Một nhánh của biển Andaman ở phía nam Miến Điện
- Biển Ả Rập
- Vịnh Bengal
- Vịnh Aden
- Vịnh Oman
- Biển Laccadive
- Eo biển Mozambique
- Vịnh Ba Tư
- Biển Đỏ
- Biển Timor
- Eo biển Palk

### Thái Bình Dương

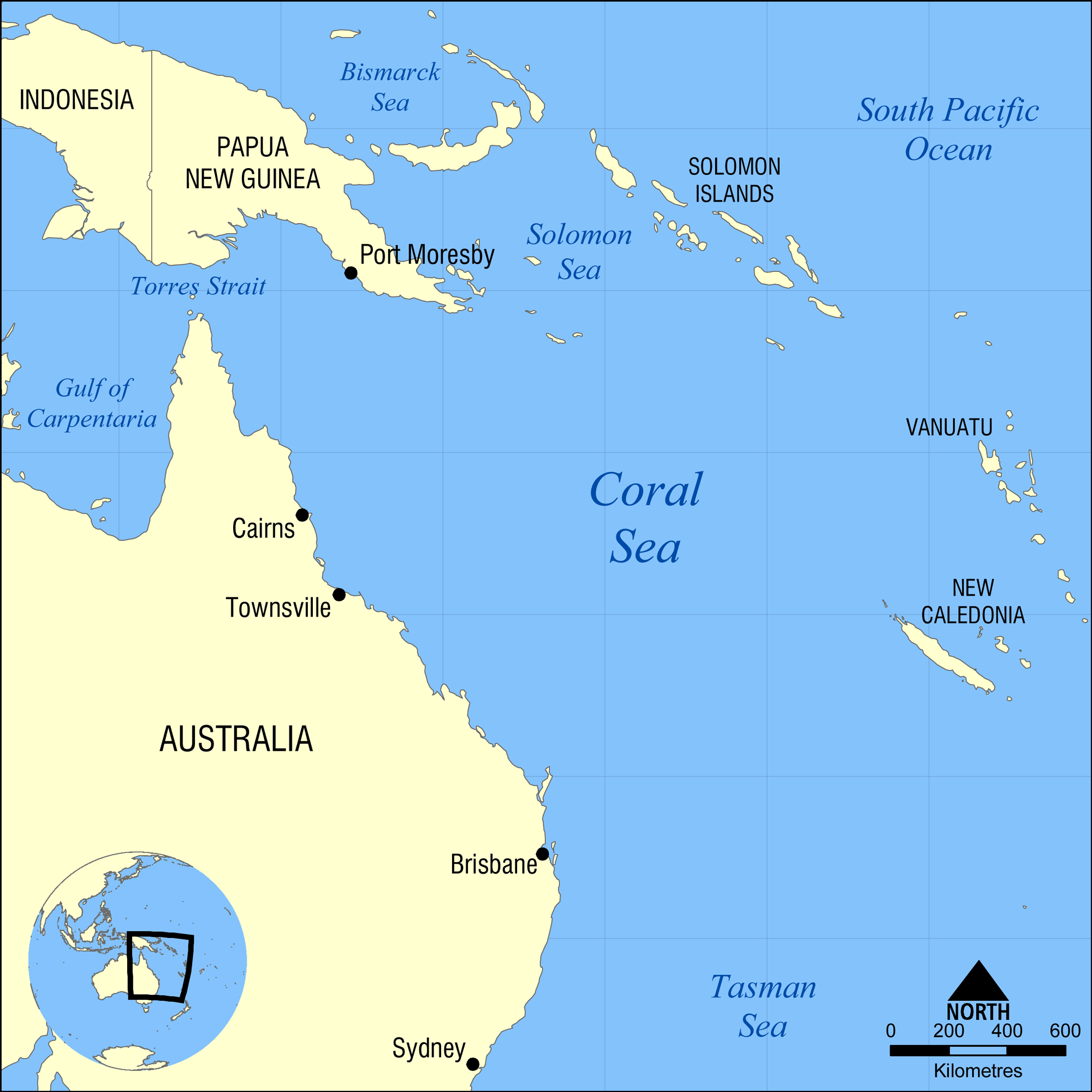
Biển Coral

#### Châu Mỹ
- Biển Bering
- Biển Chile
- Biển Chiloé
- Vịnh Alaska
- Vịnh California
- Mar de Grau
- Biển Salish

#### Châu Á và châu Đại dương
- Biển Arafura
- Biển Bali
- Biển Banda
- Vịnh Kompong Som
- Vịnh Plenty
- Biển Bismarck
- Bột Hải (biển)
- Biển Bohol (cũng biết đến với tên biển Mindanao)
- Biển Camotes
- Biển Celebes
- Biển Ceram
- Biển San Hô
- Tam giác Rồng
- Biển Hoa Đông
- Biển Flores
- Vịnh Carpentaria
- Vịnh Thái Lan
- Biển Halmahera
- Hauraki Gulf
- Vịnh Hawke
- Biển Java
- Biển Koro
- Biển Molucca
- Biển Philippines
- Vịnh nghèo đói (Poverty Bay)
- Biển Savu
- Biển Nhật Bản
- Biển Okhotsk
- Biển nội địa Seto
- Biển Sibuyan
- Biển Solomon
- Biển Đông
  - Biển Natuna
    - Biển Bắc Natuna
- Các biển phía Nam
- Biển Sulu
- Biển Tasman
- Biển Visayas
- Vịnh Waihau
- Hoàng Hải

## Định nghĩa theo dòng hải lưu
- Biển Sargasso – North Atlantic Gyre

### Đề xuất
- Biển nhỏ Sargasso

## Không bao gồm
Các thực thể gọi là "biển" không phải là các bộ phận phân chia của đại dương thế giới không được đưa vào danh sách này. Không bao gồm:
- Hồ nước mặn với tên "biển": biển Aral, biển Caspi, biển Chết, biển Salton
- Hồ với tên "biển": biển hồ Galilee
- Đại dương ngoài Trái Đất: Danh sách các hồ và biển lớn nhất trong hệ Mặt Trời
- Vịnh, eo biển, gulf và các thực thể nước khác trong các hồ

Những thực thể khác không bao gồm:
- Rạn san hô
- Châu thổ
- Sông băng
- Đầm lầy cỏ
- Đại dương
- Bãi ngầm
- Vòng hải lưu
- Đại dương
- Ám tiêu
- Sông
- Đầm lầy cây thân gỗ
- Hồ bơi/Công viên nước
- Đất ngập nước